# Río Blanco (Ecuador)
Río Blanco, nace en las faldas occidentales del volcán Pichincha (Provincia de Pichincha), baja por las montañas de Mindo y recibe las aguas del río Toachi para entrar en la provincia de Esmeraldas y regar sus fértiles llanuras.
Sus afluentes son por la orilla derecha el río Caoní y por la margen izquierda el río Quinindé.
Es navegable hasta su curso superior.